# 中村嘉惟人
中村 嘉惟人（なかむら かいと、1998年4月5日 - ）は、日本の俳優。愛知県名古屋市出身。オスカープロモーション所属。

## 略歴
- 2010年、NHK教育『天才てれびくんMAX』にてれび戦士として1年間レギュラー出演[1][3]。
- 2012年、『ニコ☆プチ』専属モデルを務める。
- 2013年から2015年まで、『ピチレモン』専属モデルを務める。
- 2015年、スーパー戦隊シリーズ『手裏剣戦隊ニンニンジャー』に松尾凪 / キニンジャー役で出演[4]。
- 2018年、『ポチっと発明 ピカちんキット』にカイト博士役として8月11日からレギュラー出演。

## 人物
体を動かすのが好きであり、小学校時代は空手、中高生時代はサッカーを嗜んでいた。『ニンニンジャー』でも積極的にアクションに挑戦していた。
『ニンニンジャー』出演当時は高校在学中であり、クランクイン時は期末試験の期間中であったため撮影が始まったことへの感慨よりも帰って試験勉強をしなければという気持ちが強かったという。

## 出演

### テレビドラマ
- 手裏剣戦隊ニンニンジャー（2015年2月22日 - 2016年2月7日、テレビ朝日） - 松尾凪 / キニンジャー 役
  - 手裏剣戦隊ニンニンジャーVS仮面ライダードライブ 春休み合体1時間スペシャル（2015年3月29日、テレビ朝日） - 松尾凪 / キニンジャー 役
- JKからやり直すシルバープラン 第4話（2021年12月1日、テレビ東京） - イケメン男子 役
- 青野くんに触りたいから死にたい（2022年3月18日 - 5月20日、WOWOW） - 内田司 役

### 配信ドラマ
- 絶対BLになる世界VS絶対BLになりたくない男 2024（2024年4月末配信予定、Lemino） - 葉一 役[5]

### 映画
- スーパー戦隊シリーズ
  - 烈車戦隊トッキュウジャーVSキョウリュウジャー THE MOVIE（2015年1月17日、東映） - キニンジャーの声 役
  - スーパーヒーロー大戦GP 仮面ライダー3号（2015年3月21日、東映） - 松尾凪 / キニンジャー 役
  - 手裏剣戦隊ニンニンジャー THE MOVIE 恐竜殿さまアッパレ忍法帖!（2015年8月8日、東映） - 松尾凪 / キニンジャー 役
  - 手裏剣戦隊ニンニンジャーVSトッキュウジャー THE MOVIE 忍者・イン・ワンダーランド（2016年1月23日、東映） - 松尾凪 / キニンジャー 役
  - 劇場版 動物戦隊ジュウオウジャーVSニンニンジャー 未来からのメッセージ from スーパー戦隊（2017年1月14日、東映） - 松尾凪 / キニンジャー 役
- お江戸のキャンディー2（2017年7月1日、トリウッドスタジオプロジェクト） - 兎 役

### オリジナルビデオ
- 帰ってきた手裏剣戦隊ニンニンジャー ニンニンガールズVSボーイズ FINAL WARS（2016年6月22日、東映ビデオ） - 松尾凪 / キニンジャー 役

### 舞台
- ホイッスル!BREAK THROUGH-壁をつき破れ-（2016年8月31日 - 9月8日、シアター1010） - 主演・風祭将 役[6]
- PREMIUM 3D MUSICAL『英雄伝説 閃の軌跡』（2017年1月8日 - 15日、Zeppブルーシアター六本木） - エリオット・クレイグ 役[7]
- さらば俺たち賞金稼ぎ団（2017年2月16日 - 22日、シアター1010） - 黄島礼人 役[8]
- 毎日が冒険〜ねぇ…miss you〜（2017年8月9日 - 13日、紀伊國屋サザンシアター TAKASHIMAYA） - 高橋道 役
- わが家の最終的解決（2018年3月28日 - 4月1日、シアターサンモール） - 主演・ハンス 役
- ナナマル サンバツ - 御来屋千智 役[9]
  - THE QUIZ STAGE（2018年5月4日 - 9日、全労済ホールスペース・ゼロ）
  - THE QUIZ STAGE ROUND 2（2019年5月3日 - 8日、三越劇場）
  - THE QUIZ STAGE O（オー）（2021年1月6日 - 17日、博品館劇場）
- おおきく振りかぶって - 沖一利 役
  - 夏の大会編（2018年9月6日 - 9月17日、サンシャイン劇場 / 9月28日 - 9月30日、梅田芸術劇場 シアター・ドラマシティ）
  - ダブルヘッダー特別公演 初演（再演） / 秋の大会編（2020年2月14日 - 2月24日、サンシャイン劇場）
- 音楽朗読劇『ヘブンズ・レコード～青空篇～』2019 第3話（2019年9月12日 - 16日、よみうりホール / 9月27日 - 29日、神戸新聞松方ホール） - 島崎 役
- DisGOONie Presents Vol.11 舞台「Little Fandango」（2022年6月10日 - 19日、EX THEATER ROPPNGI / 7月2日・3日、COOL JAPAN  PARK OSAKA WWホール） - ジョージ・コー 役[10]
- 「あの夏の飛行機雲」-永南高校バスケットボール部-（2022年10月14日 - 23日、GARDEN 新木場FACTORY） - 戸塚清彦 役[11]
  - 「あの春は、いつまでも青い」-永南高校バスケットボール部-（2024年9月29日 - 10月6日、彩の国さいたま芸術劇場 小ホール）[12]
- ミュージカル「時をかける少女」（2023年10月6日 - 10日、日本橋劇場） - ガレイ・ラン 役
- 出来損ないと呼ばれた元英雄は、実家から追放されたので好き勝手に生きることにした（2024年3月20日 - 24日、CBGKシブゲキ!!） - 主演・アレン・ヴェストフェルト 役[13][14]
- 舞台『G7』（2025年4月11日 - 15日、三越劇場）[15]

### テレビアニメ
- 戦国鳥獣戯画〜甲〜 第7・8・10・12・13話（2016年11月19日・26日・12月10日・24日・2017年1月7日、KBC） - 明智光秀 / 黒田長政 役[16]
  - 戦国鳥獣戯画〜乙〜 第5・7話（2017年2月11日・25日、KBC）

### テレビ番組
- 天才てれびくんMAX（2010年3月29日 - 2011年4月7日、NHK教育） - てれび戦士
- 猫のひたいほどワイド（2018年4月 - 2019年3月25日、テレビ神奈川） - 猫の手も借り隊（月曜レギュラー）[17]
- ポチっと発明 ピカちんキット（2018年8月11日 - 2020年3月28日、テレビ東京） - カイト博士
- NHK高校講座 科学と人間生活（2021年3月29日 - 2022年2月17日、NHK教育）※2022年度以降もリピート放送あり

### CM
- ジョンソン「グレード」（2012年）

### MV
- いきものがかり「1 2 3 〜恋がはじまる〜」（2013年）
- FOMARE「春風」（2018年）
- Tani Yuuki 『Cheers』（2023年）

### ラジオ
- 全国こども電話相談室・リアル!（2012年4月8日 - 2013年3月31日、TBSラジオ） - レギュラー

### 雑誌
- ニコ☆プチ（2012年、新潮社） - 専属モデル
- ピチレモン（2013年 - 2015年、学研プラス） - 専属モデル

## ディスコグラフィ

### キャラクターソング
| 発売日        | 商品名                                                                         | 歌                   | 楽曲                 | 備考                                           |
| ------------- | ------------------------------------------------------------------------------ | -------------------- | -------------------- | ---------------------------------------------- |
| 2015年9月30日 | 手裏剣戦隊ニンニンジャー キャラクターアルバム アッパレ! 歌とニンニントークの巻 | 松尾凪（中村嘉惟人） | 「License A Go Go!」 | テレビドラマ『手裏剣戦隊ニンニンジャー』関連曲 |
| 2016年2月17日 | 手裏剣戦隊ニンニンジャー全曲集 忍ばず歌の完結盤                                | 松尾凪（中村嘉惟人） | 「License A Go Go!」 | テレビドラマ『手裏剣戦隊ニンニンジャー』関連曲 |

### 参加楽曲
| 発売日       | 商品名                         | 歌                                       | 楽曲         | 備考                                              |
| ------------ | ------------------------------ | ---------------------------------------- | ------------ | ------------------------------------------------- |
| 2011年3月2日 | 天才てれびくんMAX MTK the 15th | 上原陸、三井理陽、中村嘉惟人、金子凜太朗 | 「二人授業」 | テレビ番組『天才てれびくんMAX』エンディングテーマ |